# Astroceramus fisheri
Astroceramus fisheri är en sjöstjärneart som beskrevs av Jean Baptiste François René Koehler 1909. Astroceramus fisheri ingår i släktet Astroceramus och familjen ledsjöstjärnor. Inga underarter finns listade i Catalogue of Life.